# Пеняки
Пеня́ки — село в Україні, у Золочівському районі Львівської області. Село було раніше центром Пеняківської сільської ради, якій було підпорядковано села Пеняки, Літовище, Малинище, Чепелі. Населення становить 510 осіб.

## Населення
У 1880 році в селі мешкало 1 206 осіб, з них: 785 греко-католиків, 352 римо-католиків та 69 юдеїв. На початку XX століття населення Пеняків становило 890 осіб, з них: 450 українців, 390 поляків та 50 юдеїв. У міжвоєнний період в Пеняках було 325 будинків, де мешкало 1 375 осіб, серед них: українці — 304 родини або 1 247 осіб, поляки — 23 родини або 89 осіб, мішаних — 6 родин або 21 особа та юдеї — 5 родин або 18 осіб.

## Географія
Село розташоване за 112 км від обласного центру, що проходить автошляхом обласного значення; до райцентру становить 35 км, що проходить автошляхом районного значення. Відстань до найближчої залізничної станції Броди становить 35 км.
На північний схід від Пеняків розташовані села Літовище та Малинище, на схід — Шишківці, на південний схід — Чепелі, на південь — Лукавець, колишнє село Гута-Верхобузька, на північному заході — колишнє село Гута-Пеняцька, на півночі — Голубиця. Поблизу села протікає річка Серет (басейн Дністра). Одне з рамен Серету, що тече від села Голубиці до Пеняків на північний захід зветься Луг й далі тече на південний схід, де впадає до великого ставу. Вже з того ставу на північному сході сусіднього села Чепелі витікає потік, що отримав назву Грабарка.

## Назва
Існує легенда, що оповідає про те, що якийсь мисливець аби вберегтися від дощу викорчував невеличку ділянку лісу, а на пеньках зрубаних ним дерев збудував собі будинок. І відтоді навколо цього будинку почали будуватися інші люди. Так з'явилося поселення «на пеньках», а з часом назва поселення трансформувалася у Пеняки.

## Історія

### Від першої згадки й до 1939 року
На території села під час проведення однієї з археологічних розвідок було знайдено два фрагменти крем'яних сокир культури кулястих амфор. Ця знахідка говорить про те, що в епоху пізнього енеоліту, а це близько 2950—2350 років до н. е., на цьому місці існувало давнє поселення цієї археологічної культури.
Вперше село Пеняки згадується в частині поборового реєстру 1515 року, як «Пеняківці». На той час поселення належало до Золочева та було у власності Станіслава Сененського. На підставі археологічних досліджень і знахідок, в околиці поселення було виявлене давньоруське городище XI—XIII століть. У 1532 році Сененський продав Золочів разом із 21 селом яворівському старості Анджею Ґурці, а собі залишив 8 сіл включно з Пеняківцями, але згодом назву поселення змінили на «Пеняки».
У 1598 році «золочівський ключ» (місто і понад 60 сіл) набув польський шляхтич, воєвода любельський Марек Собеський гербу Яніна. Після смерті Марека Собеського у 1605 році його маєтності успадкував його син Якуб Собеський. Після одруження 16 травня 1627 року з Софією Теофілею Даниловичівною, як посаг за дружиною до його маєтностей додалися фактично усі маєтки Жолкевських і частина майна Даниловичів, у тому числі й «маркопільський ключ», до складу якого входили й Пеняки. По смерті Якуба Собеського у 1646 році маєтками керувала Софія Теофілія Собеська.
Під час національно-визвольної війни через село проходило козацьке військо під проводом полковників Данила Нечая, яке близько трьох місяців тримало в облозі Бродівський замок. Козацько-татарське військо, що поверталося після перемоги над військом Речі Посполитої у битві під Пилявцями 1648 року, увійшло на територію Львівської землі з боку Збаража і Тернополя. У 1649 році найбільш спустошеними селами були Голубиця, Літовище, Пеняки, Шишківці, Чепелі, Гнідава, Мильне та Маркопіль. Про спустошення села у 1649 році присягу перед польською владою складав мешканець Пеняків Дацько Береза. За його словами було спалено церкву, корчму, людей вбито або забрано в ясир, через що жодного податку сплатити не було змоги.
Згодом село опинилося у власності князя Михайла Казимира Радзивілла, оскільки він 1658 року одружився з донькою Якуба та Софії Теофілії Собеських Катажиною.
1716 року Пеняки, Голубиця та Чепелі перейшли у власність французького дворянина Ф. Дипонта.
У 1772 році Галичина опинилася під пануванням Австрії.
У другій половині XVIII століття власником Пеняк був коронний ловчий Антоній Бельський. Його донька Анеля, що 1784 року вийшла заміж за колекціонера мистецьких творів, камердинера польського двору Ігнація Мйончинського, отримала Пеняки в придане. Камердинер збільшив маєтки, придбавши ще й розташовані неподалік Заложці (Залізці). Латифундія мала площу близько 13 000 гектарів, її іноді називали «пеняцькою державою», про що нагадували відповідні вказівники і таблиці. У 1814 році Анеля заснувала у Пеняках католицьку парафію та спорудила костел, а у 1822 році запросила туди єзуїтів, котрі створили місіонерський осередок, що діяв до 1853 року.. До парафії належали містечко Маркопіль, села Батьків, Чепелі, Голубиця, Гута-Пеняцька, Літовище, Лукавець, Шишківці та Звижень. По смерті Ігнація і Анелі Мйончинських маєтності у 1832 році успадкував молодший син Матеуш. Ще 1830 року Матеуш одружився з донькою графа Марцелія Мар'яна Потоцького гербу Золота Пилява Клементиною. У шлюбі народилася донька Альфонсина, яка у другій половині XIX століття стала дружиною графа Володимира Дідушицького. У 1894 році Пеняки отримала як посаг дочка Дідушицьких — Марія, яка вийшла заміж за графа Тадеуша Ценського. По смерті Тадеуша Ценського у 1925 році, останнім власником (дідичем) села був його син Ян Ценський.

У міжвоєнний період в Пеняках діяло руханково-пожежне товариство «Луг», яке крім своєї основної діяльності, часто влаштовувало недільні фестини. Також існувала філія польської ощадної каси, напіввійськова поліційна організація польської молоді «Щельци» (стрільці), у поляків були власні клуб, крамниця та молочарня.

### Друга Світова війна: перші совіти та діяльність ОУН (1939—1941)
Встановлення у Західній Україні радянської влади, після подій так званого «золотого вересня» 1939 року, що супроводжувалося тотальною радянізацією, невіддільним елементом якої були політичні репресії, спонукав ОУН до зміни тактики і стратегії боротьби, переходу у глибоке підпілля, розпуску повстанських загонів. Натомість зосереджено увагу на розбудові мережі на всіх теренах України, опанованих більшовиками, вишколах членства та підготовці до широкомасштабного повстання в момент вибуху нової війни. Наприкінці вересня 1939 року Провід українських націоналістів дав вказівку низовим ланкам організації про перехід за кордон всіх членів ОУН, які за Польщі перебували в ув'язненні і тих, кому загрожував арешт органами НКВС. Деякі підпільники загинули під час перетину кордону або були захоплені прикордонниками та засуджені до тривалих термінів ув'язнення. Ті з членів ОУН, які не бажали покидати рідні землі, але перебували під наглядом НКВС, переходили на нелегальне становище та продовжували свою організаційну працю.

На початку 1940 року розпочалася реорганізація ОУН на ЗУЗ. Структурна реорганізація торкнулася й Золочівської округи ОУН, до складу якої наприкінці 1939 року передано Зборівський повіт. На початку 1940 року Золочівська округа у складі трьох повітів у межах повітового поділу польської держави (Бродівського, Зборівського та Золочівського) увійшла до складу Тернопільської області ОУН, а згодом була передана Львівській області ОУН. 1940 року на Підкамінеччині Григорій Каня («Бистрий») сформував районний провід ОУН, а територія, що йому підпорядковувалася, була поділена на чотири підрайонних проводи з центрами у Пеняках, Підкамені, Яснищах та Суховолі. 20—21 грудня 1940 року органами НКВС у Львівській області, як зрештою і в усій Західній Україні, проведено широкомасштабну операцію з метою ліквідації оунівського підпілля. У грудні 1940 року націоналістичне підпілля округи зазнало чи не найбільших втрат. Арешти були несподіваними і масовими та відбувалися у найрізноманітніших місцях: вдома, у поїздах, у студентських та учнівських гуртожитках тощо. Так у лісі біля села Пеняки Бродівського району знайдено трупи трьох замордованих мешканців села Соколівка Буського району — Володимира Скорика, Михайла Ленчука та Ілька Біду. Непоодинокими були випадки розстрілів на початку німецько-радянської війни національно-свідомих українців (тих, кого не встигли арештувати) на місці, без суду і слідства. Більшовицький терор в роки першої окупації 1939—1941 років вкрай вороже налаштував проти радянської влади місцеве населення.

### Друга Світова війна: німецька окупація (1941—1944)
Підпілля Золочівщини внаслідок вдалої організаційно-підготовчої та вишкільно-пропагандивної роботи у період свого становлення, а найбільше в роки першої більшовицької окупації, стало доволі потужною силою, яка на початку німецько-радянської війни активно включилася у державотворчі процеси, що охопили Україну після проголошення Акта відновлення Української держави 30 червня 1941 року. У перші дні німецька окупаційна влада лояльно ставилася до місцевих українців, зокрема, поновилася робота читальні «Просвіта», на сільському цвинтарі насипано символічну могилу «Борцям за волю України». Але невдала спроба державотворення 1941 року та розгортання гітлерівської каральної системи, а саме арешти та розстріли членів ОУН, вивезення української молоді на примусові роботи до Німеччини та багато інших чинників спонукали ОУН до чергової зміни тактики, зокрема, переходу у глибоке підпілля та підготовки організації до збройної боротьби проти німецьких, польських та більшовицьких окупантів. У цей час тривала розбудова Юнацтва ОУН як організаційного резерву та створена жіноча сітка ОУН у кожному населеному пункті. У період німецької окупації, завдяки плановій організаційній роботі, на теренах Золочівської округи було вдосталь добре підготовлених кадрів. 14 жовтня 1942 року в лісах Волині створена Українська повстанська армія. Багато молоді поповнило лави УПА. На початку осені 1943 року на теренах Золочівської округи ОУН створений перший відділ УНС.
З наближенням до Галичини лінії німецько-радянського фронту, ОУН(б) в краї активізувала свою роботу в напрямку підготовки всенародного повстання задля здобуття незалежності України. У грудні 1943 року УНС прийняла назву УПА-Захід. Навесні 1944 року група Григорія Котельницького («Шугай») разом із поповненням, боївка Миколи Костіва («Вихор») з Підкамінського району, Олексія Кравчука («Завзятий») та Михайла Юраса («Залізний») з Пониковицького району, чота Романа Гуди («Тигр»), боївки «Остапа», «Крука» та багато інших відділів перейшли в Поморянський ліс під село Романів, де розпочалося формування куреня УПА.
У вересні 1943 року в лісах, обмежених селами Пеняки, Тростянець та Опаки з'явилася партизанська група, створена радянським військовим лікарем П. К. Кундіусом, чисельністю 96 осіб. Розвідники партизанів входили до населених пунктів та розпитували селян, чи діє у навколишній місцевості будь-який партизанський загін. Коли селяни відповіли, що ні, тоді до села входив весь загін радянських партизанів. Вони нищили та грабували молочарні, лігеншафти (господарства, організовані німецькою окупаційною владою).
20 лютого 1944 року до села Пеняки прибув добре озброєна партизанська група чисельністю близько 600 осіб, у тому числі, й щойно мобілізовані боєздатні місцеві поляки. Звідси вони попрямували на Гуту-Пеняцьку, де була їхня база. 22 лютого 1944 року 9-й батальйон радянських партизанів імені Чкалова під командуванням Бориса Кореневського полишив Гуту-Пеняцьку, перед тим провівши акцію диверсії стосовно офіцерів німецького гарнізону, що дислокувався неподалік. Через це за шість днів Гута-Пеняцька була спалена німецькими каральними частинами, а населення винищене.

### Друга Світова війна: визволення села
Влітку 1944 року село визволене з-під німецької окупації, натомість відновлена радянська влада. Більшовики були зайняті організацією цивільної адміністрації по районах. Відновлювано всі уряди, які діяли упродовж 1939—1941 років. Видано розпорядження про загальний перепис населення для райвиконкомів. Проведено мобілізацію чоловічого населення віком 16-50 років до лав Червоної армії. Під мобілізацію не підпадали священики, дяки, заступники дяків, паламарі, міліціонери, пожежна служба, управа сільрад та службовці районних установ, а також працівники залізниці та пошти. До міліції приймали лише молодь віком від 16-17 років. НКВС спільно з польською міліцією проводили стеження та арешти колишніх вояків дивізії «Галичина», свідомих українців. В містах поляки зайняли ключові посади, а загалом опанували терен Південної Брідщини (Майдан, Пеняки, Гута-Верхобузька, Опаки, Ушня, Козаки).

### Радянські репресії та діяльність УПА (1944—1953)
У серпні 1944 року в лісі, в районі сіл Пеняки, Жарків, Голубиця перебувала сотня УПА «Свободи». Сотня провела декілька боїв з підрозділами НКВС. Наприкінці квітня 1945 року сотня «Свобода» повернулася до лісу поблизу села Пеняки. 4 травня 1945 року повстанці вирушили в рейд до Бібрецького лісу. У червні 1945 року сотня знову приходить у місцевий ліс, де 17 червня проводить черговий бій з підрозділом НКВС, в якому окупанти втратили 3 бійців. 29 червня на дорозі біля села Чепелі влаштовано засідку, але невдало, бо ворог поїхав іншою дорогою.
30 жовтня 1944 року загони НКВС з Заболотців, Підкаменя та Підгірців загальною чисельністю близько 1 500 осіб та за участі двох танків проводили облаву у лісі між селами Ясенів, Жарків, Голубиця, Пеняки (Пеняцькі ліси) та Підгірці. З боку сіл Жаркова, Голубиці, Пеняки, Лукавця, Колтова, Верхобужа та Побужан були встановлені добре озброєні блокпости більшовиків. Підрозділ УПА, проводячи передислокацію, наскочив на один з таких блокпостів й сталося боєзіткнення. У наслідок чого з боку «стрибків» один вбитий (згодом похований у Жаркові) та вісім поранено. Наступного дня загони «стрибків», що проводили облаву виїхали через Жарків та Майдан Пеняцький у напрямі Ясенова та Олеська. Згодом «стрибки» розробили нову тактику, зокрема, засідки вже влаштовували не по селах, а поміж селами, по полях. Так, пеняцький гарнізон, що вночі робив засідки в селах Жарків, Голубиця, Літовище, Пеняки.
1 квітня 1945 році збірний загін Підкамінського і Заболотцівського райуправлінь НКВС чисельністю близько 200 осіб проводили облаву у лісі між селами Пеняки, Чепелі та Шишківці. Під час облави вбили одного місцевого поляка. Влітку 1945 року в масиві Пеняцьких лісів перебували підрозділи УПА. У другій половині серпня 1945 року починається масована блокада лісу військами НКВС, яка тривала близько трьох тижнів.
21 серпня 1947 року селом цілий день ходив прокурор та перевіряв квіти по здачі контингенту. Його охоронцями, нібито за контингент, були жорстоко побиті селянин Максимів Володимир та його мати, а також ними ж до непритомності були побиті двоє неповнолітніх місцевих хлопців, що розпалили багаття біля телефонного стовпа. 27 серпня з села виїхав військовий гарнізон, а на його місце прибув інший чисельністю 30 осіб. 31 серпня за фальшивим доносом був заарештований селянин Максимів Володимир та вивезений до району. Звідси возили його до Олеського райвідділу МДБ на очну ставку з парубком із Верхобужа, закидаючи йому співпрацю з упівцями, але його провини не було доведено і 7 вересня його відпустили.
Під час каральної операції «Захід», проведеної уряду СРСР проти УПА, 22 жовтня 1947 року з села до Казахстану та віддалених районів Сибіру примусово депортували родини Дмитра Поповича, Марії Семчук, Степана Шамра, Антіна Чижевського, Стаха Мельничука та Івана Крохмалюка. В колишньому фільварку на хуторі Свиридівка села Пеняки розташувалося підсобне господарство Підкамінської ВТК площею близько 150 гектарів. Тут вирощувалася переважно городина. Земля оброблялася суто арештантами, яких охороняє близько 50 бійців МДБ. У Пеняках був розташований невеличка лічниця, розрахований на 12 ліжок, яким завідував Дотаренко Григорій Михайлович. Тут приймали лише легко хворих, а важкохворих відправляють до Львова. У шпиталі була власна кухня, але в цілому, харчування хворих було поганим.
24 квітня 1950 року оперуповноважений лейтенант Погодін заарештував священика Миколу Рахлецького, а згодом заарештованого відвезли до Львова. В Пеняках майже увесь травень 1950 року проводилися масові арешти. У сільській раді перебувало 20 заарештованих осіб й після проведення допитів, з того числа звільнено лише чверть заарештованих, а решту відвезли до Львова. Тоді були заарештовані хлопці Юрій Турчин та Василь Луцків, яких публічно вивели перед односельцями, доказуючи їхню співпрацю з повстанцями. Упродовж, 18—27 червня 1950 році у так званих Пеняцьких лісах відбулася велика облава, у якій брало участь близько 5 000 «стрибків». На початку серпня 1950 року в селі налічувалося 15 комсомольців, дільничим міліціонером був Солтис Р.. Місцевою лічницею на той час завідував доктор Ріберт, чех за походженням. Пеняки мали також власну невеличку аптеку, якою завідував Швардуцький з Підкаменя.
Упродовж 1947—1949 років в криївках, що у Пеняцькому лісі переховувався генерал-хорунжий УПА Василь Кук, котрий після загибелі Романа Шухевича у 1950 році, став головнокомандувачем УПА.
Упродовж 8—15 березня 1951 року каральні підрозділи НКВС в Пеняцьких лісах провели масштабну блокаду: оточено було весь масив лісів.

### Радянський період (1944—1991)

#### Колгоспне життя
Вже по закінченню другої світової війни село почало поступово відбудовуватися. Утворений колгосп імені Франка з садибою у Пеняках. Від початку 1951 року пройшло укрупнення колгоспів, таким чином колгосп імені Франка об'єднано з чепелівським колгоспом «Вільна Україна» та створений колгосп імені М. І. Кузнецова з центральною садибою (конторою) у Пеняках. Також працювали цегельня, тартак, клуб, збудовано стадіон.

## Пам'ятки історії

### Палац

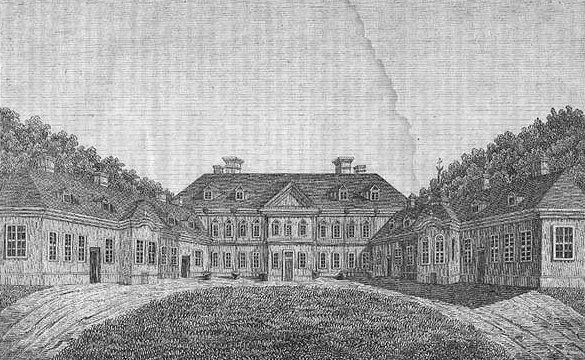
Палац у Пеняках (малюнок 1848 року)

У Пеняках був панський палац, споруджений 1776 року. Стінопис внутрішніх покоїв виконаний італійцем Альфреско. У палаці містилася велика колекція мистецтва, зокрема, полотна історичного змісту, краєвиди, малюнки, літографії, географічні мапи, зібрана графом Іґнацієм Мьончинським. Граф Володимир Дідушицький доповнив її збіркою виробів місцевих майстрів. До палацового комплексу належали також теплиця, оранжерея та парк. На жаль, у грудні 1914 року палац спалений, а його рештки зрівняно з землею австрійськими військами в комплексі репресивних заходів щодо його власника — Тадеуша Ценського.
Станом на 1885 рік, навколо палацу було розташовано багато будинків, зокрема, школа, будиночки лікаря, греко-католицького пароха, палацової прислуги, мурований млин, пошта, жандармерія, корчма; далі на південний схід розташовані господарські будинки та гуральня. Дотепер на території маєтку збереглося декілька перебудованих господарських будівель, а також дві опори бічної брами. Колишня припалацова каплиця, за часів незалежності стала церквою Найсвятішої Богородиці та використовується місцевою греко-католицькою громадою.

### Церква Покрови Пресвятої Богородиці

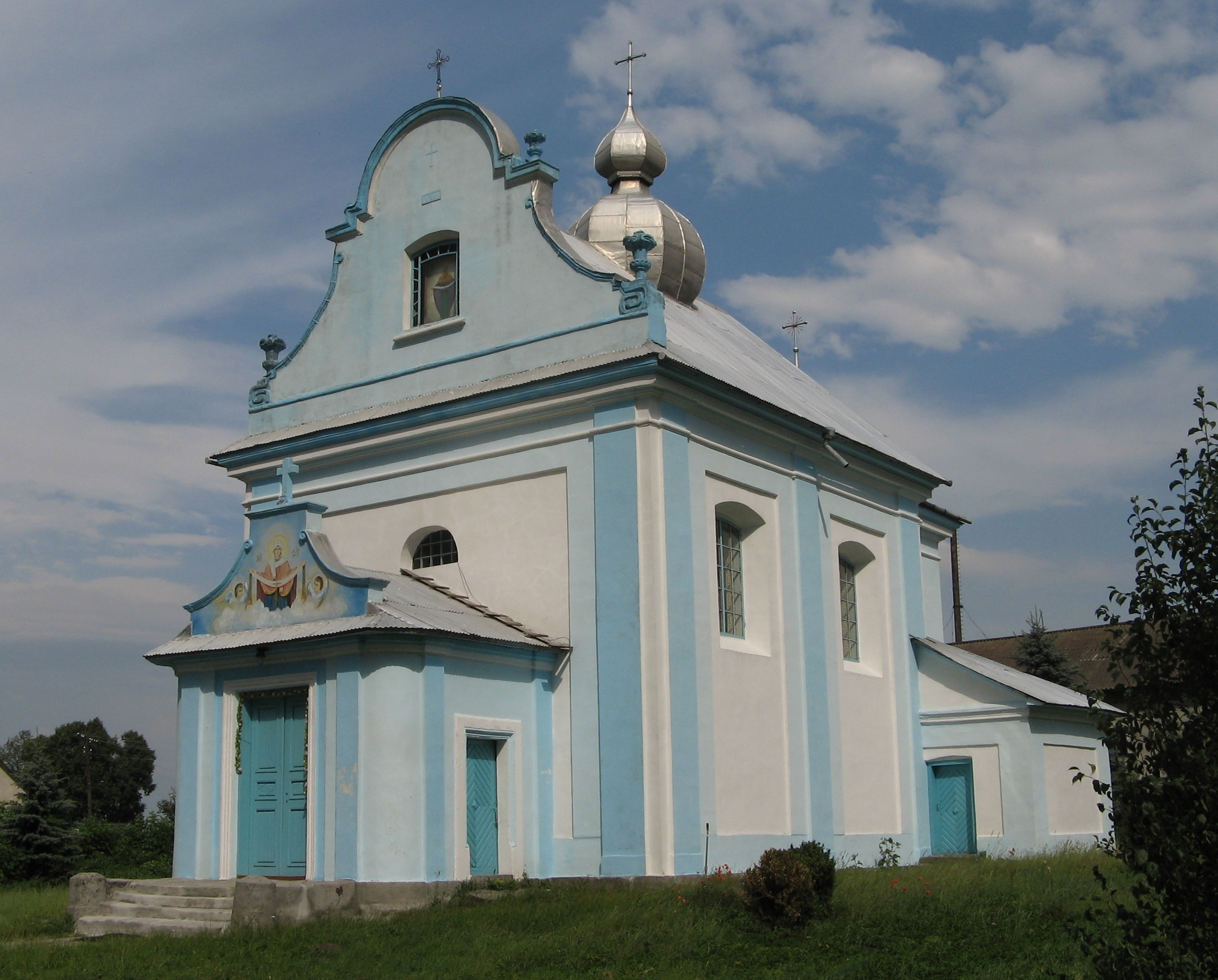
Церква Покрови Пресвятої Богородиці (1767)

Давня українська церква стояла на тому місці, де у 1920-х роках споруджений костел святого Альфонса Родрігеса. Вона згоріла від удару блискавки у 1759 році, а 1761 року на тому місці була збудована каплиця. Нова дерев'яна церква Покрови Пресвятої Богородиці споруджена у 1782 році. Була у користуванні греко-католицької громади села чисельністю 595 вірних та належала до Золочівського деканату. У 1832 році у місцевій церкві служив парох Чепелів о. Теодор Гловацький. При церкві діяла парафіяльна школа. У 1906—1913 роках парохом церкви був о. Григорій Грушка. При церкві діяла однокласна школа з руською (українською) мовою викладання. Парох у 1911 році заснував в Пеняках читальню «Просвіта» та «Церковне братство». По смерті о. Григорія, його наступниками були о. Кліма, о. М. Гаврилюк, о. М. Плешкевич, а останнім парохом села був о. Оберишин, якого за радянської влади було засуджено на 25 років каторжних робіт та вивезено до Сибіру. Від 1979 року храм є пам'яткою архітектури національного значення № 1339. Нині парафія храму, очолювана отцем Богданом Цінціруком. як і сам храм належать до Бродівського деканату Сокальсько-Жовківської єпархії УГКЦ. Біля дороги частково збереглася стара кам'яна огорожа святині.

### Костел святого Альфонса
Необароковий костел святого Альфонса Родрігеса, споруджений у 1924—1926 роках за проєктом архітектора Вавжинця Дайчака. Незавершений костел консекрував 14 грудня 1924 року бродівський декан о. Станіслав Краусс. Впродовж 1933—1934 років біля костелу збудували дзвіницю з трьома дзвонами фабрики Фельчинського з Калуша. По війні місцеві поляки виїхали до Польщі і костел закрили. Тривалий час святиня перебувала в стані руїни, було втрачено частину склепіння нави, але кілька років тому зусиллями сільської громади костел вдалося врятувати. Тепер проводиться його реставрація.

### Пам'ятка Пеняцька
Серед відомих уродженців і мешканців Пеняк — граф Володимир Дідушицький, галицький меценат, краєзнавець, непересічний організатор музейної та природоохоронної справи, який 1886 року заснував перший у Європі природоохоронний резерват «Пам'ятка Пеняцька» та природничий музей у Львові.
«Пам'ятка Пеняцька» — є першим природоохоронним об'єктом, створеним у межах сучасної України, а також одним з перших природоохоронних об'єктів на теренах Європи. Навіть відома «Асканія Нова» отримала статус заповідника лише 1898 року. «Пам'ятка Пеняцька» є складовою частиною Національного природного парку «Північне Поділля».

### Давньоруське городище

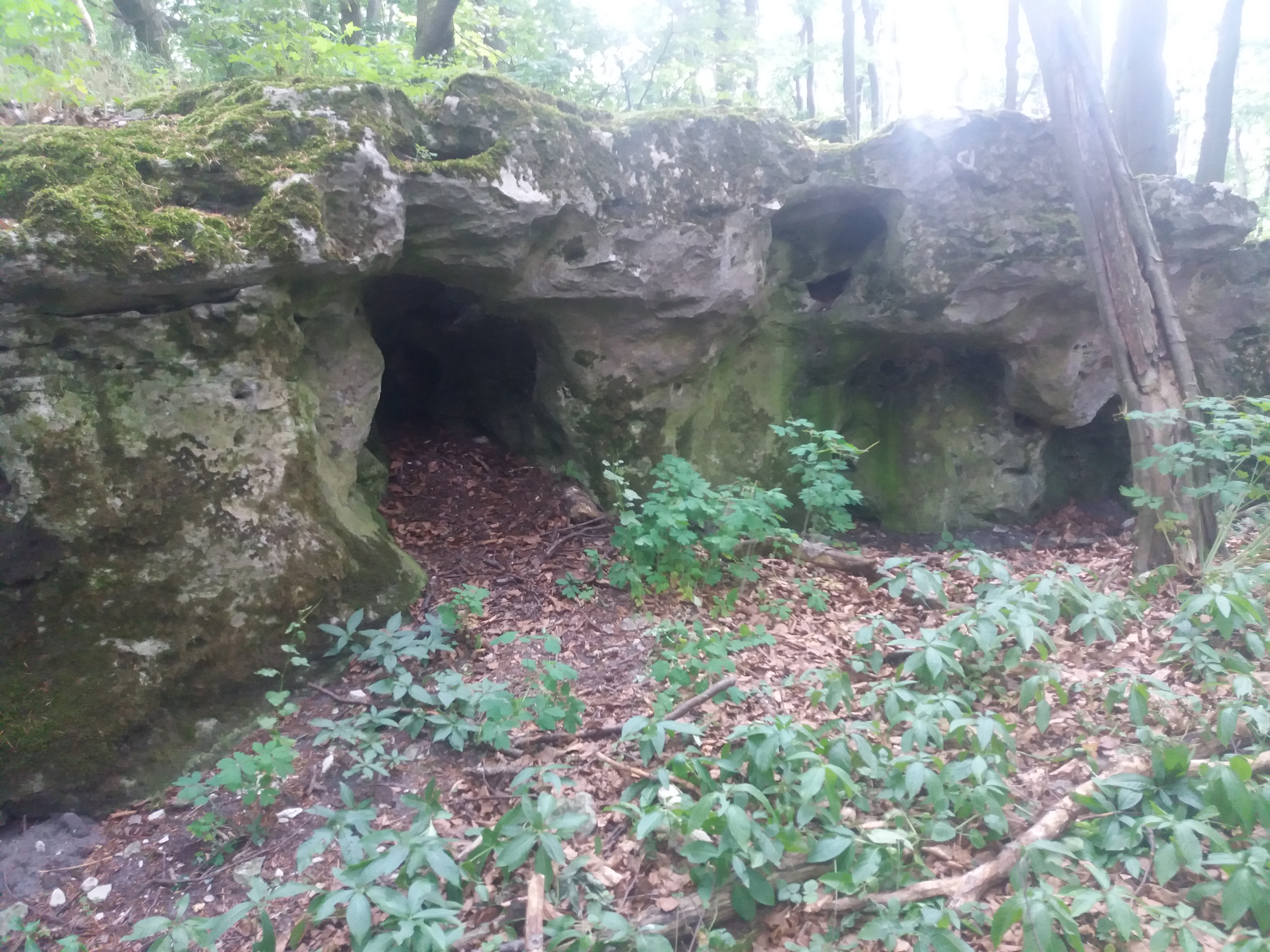
Печери городища

Давньоруське городище (XI—XIII століття) розташоване за 3 км на захід від села Пеняки, в урочищі «Коло кринички» на підвищених ділянках біля віддаленого хутора Гутиська Пеняцького. У підніжжя пагорба колишнього Пеняцького городища упорядковане місцевими мешканцями давнє джерело, над ним споруджено кам'яний грот зі скульптурою Ісуса Христа та Івана Хрестителя.

### Меморіали, пам'ятники
2015 року з нагоди святкування 500-ліття першої згадки села Пеняки виконавча дирекція організаційного комітету зініціювала та збудувала пам'ятний знак «Пеняки — 500» перед в'їздом до села. 23 серпня 2015 року було освячено фігуру Покрови Пресвятої Богородиці та пам'ятний знак заснування села.
1 листопада 2018 року в селі Пеняки на сільському цвинтарі відбулося поминальне віче та освячення відновленої Братської могили вояків Української Галицької Армії.

## Інфраструктура

### Освіта
У 1865 році в селі заснована початкова однокласна школа з польською та руською (українською) мовою навчання. У школі навчалося 72 дітей, а також школі належав великий сад, площею 14×38 арів. Неподалік була школа мережива.
Нині в селі функціонує установа загальної середньої освіти — Пеняківський навчально-виховний комплекс загальноосвітньої школи І—ІІІ ступенів, де навчається 100 дітей
У грудні 2016 року в Пеняках після капітального ремонту відкрився дошкільний навчальний заклад, розрахований на 20 дітей. Роботи проводилися в рамках реалізації обласного конкурсу мікропроєктів місцевого розвитку. Загальний бюджет проєкту склав 200 000 гривень, з яких 100 000 гривень було скеровано з обласного бюджету. Під час проведення капітального ремонту був облаштований фасад будівлі, добудована котельня, проведено водопостачання та каналізацію.

### Медицина
В селі діє Пеняківська сільська лікарська амбулаторія загальної практики сімейної медицини.

### Культура
Народний дім «Просвіта», бібліотека.

### Спорт
13 червня 2018 року, у межах реалізації бюджетної Програми «Будівництво футбольних полів зі штучним покриттям у регіонах України», у Пеняках відбулися урочисті заходи з нагоди відкриття сучасного поля. Дана Програма реалізовувалася у 2017 році спільно з Мінрегіонбудом та передбачала використання коштів обласного, районного, сільського та державного бюджетів. Чин освячення футбольного поля провели настоятель храму Покрови Пресвятої Богородиці УГКЦ о. Богдан Цінцірук та настоятель храму Успення Пресвятої Богородиці УГКЦ о. Ярослав Бордюг.

## Відомі люди

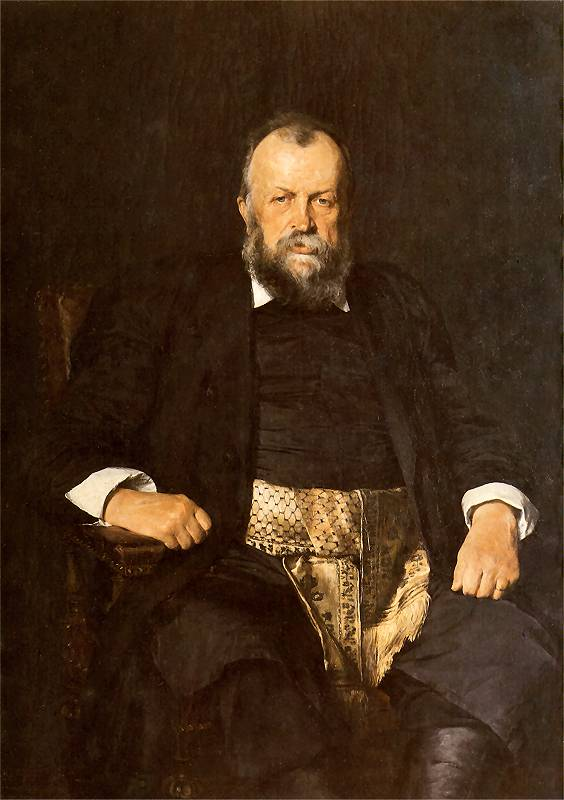
Граф Володимир Дідушицький

### Власники села
- Анджей Гурка — польський шляхтич, магнат, державний діяч Королівства Польського.
- Марек Собеський — польський шляхтич, урядник, політичний, державний і військовий діяч Речі Посполитої. Представник шляхетського роду Собеських гербу Яніна. Дід короля Яна III.
- Якуб Собеський — шляхтич Речі Посполитої, державний, політичний і військовий діяч Речі Посполитої. Представник шляхетського роду Собеських гербу Яніна. Краківський каштелян. Воєвода белзький і руський.
- Софія Собеська — шляхтянка Королівства Польського русинського походження, донька руського воєводи Івана Даниловича і Софії з Жолкевських, внучка Станіслава Жолкевського. Дружина Якуба Собеського та мати короля Яна ІІІ.
- Михайло Казимир Радзивілл «Рибонька» — князь, магнат, державний і військовий діяч Великого Князівства Литовського Речі Посполитої. Гетьман великий литовський.
- Антоній Бельський — польський шляхтич, коронний ловчий, староста червоноградський.
- Дідушицький Володимир — польський граф українського походження, меценат, колекціонер, політичний діяч, власник Пеняцького маєтку.
- Матеуш Мйончинський — граф, польський громадський діяч, меценат і власник маєтків у Галичині[58].
- Тадеуш Ценський — галицький польський політик і громадський діяч. Сенатор II Речі Посполитої.
- Ян Ценський — польський релігійний діяч, священик, єдиний (таємний) єпископ латинського обряду в Україні.

### Мистецтво
- Кароль Ліпінський (1790—1861) — композитор і музикант, син диригента хорової капели з графського палацу в Пеняках.

### Освіта, наука
- Адам Левак (1891 — 1963) — польський історик, бібліотекар, видавець. Доцент історичного факультету Варшавського університету (1956—1963). Народився в Пеняках.
- Осип Панчишин (1927—2010) — відомий український громадський діяч, публіцист, історик. Представник української діаспори у Венесуелі, США. Мешкав у місті Чикаго. Автор книги «Моє рідне село Пеняки».[59]
- Францішек Стронський (1803—1865) — професор філософії, директор бібліотеки Львівського та Краківського університетів, радник австрійського цісаря.[60]

### Церква
- Софія Гачинська (1929—1993) — в народі «свята Зося» — українська стигматичка, яка отримала свій особливий дар у 1949 році, оздоровлювала людей. Біографія і діяльність відображені в книзі отця Ісидора Гончара «Подих вічності».
- о. Грушка Григорій (1859 — 1913) — український громадський діяч, літератор, священик Української греко-католицької церкви, засновник (1893) і перший редактор (1893—1895) газети «Свобода» — першого україномовного видання США. Отець Григорій був парохом місцевої церкви Покрови Пресвятої Богородиці у 1906—1913 роках, а також у 1911 році заснував читальню «Просвіти» в Пеняках. Помер 18 квітня 1913 року та похований в Пеняках на сільському цвинтарі[19].

### Учасники визвольних змагань
- Капітанець Григорій (псевдо — «Вітер»; 1925, Белжець — 23 жовтня 1946, Гута-Пеняцька) — командир чоти сотні УПА Під час німецької окупації працював продавцем у золочівській книгарні. У лавах УПА від 1943 року. Влітку 1946 року, після розформування відділів УПА, скерований на теренову роботу. Загинув у криївці у січні 1946 року[61].
- Коць Михайло (псевдо — «Буря»; 1922, Пеняки — 9 грудня 1944) — розвідник УПА, освіта — 4 класи народної школи. Член ОУН з 1942 року. Загинув в бою з підрозділом МДБ у грудні 1945 року[62].
- Крохмалюк Степан Іванович (псевдо — «Орлик»; 1925, Пеняки — 9 березня 1949, Пеняки) — розвідник УПА, сільська освіта. Влітку 1944 року перейшов до відділу УПА (командира «Іванка»). Восени 1945 році був звільнений з відділу та працював у місцевому Самооборонному кущовому відділі. Загинув у березні 1949 року на хуторі Геленка в с. Пеняки під час боєзіткнення зі «стрибками»[63].
- Крохмалюк Богдан Іванович (псевдо — «Соловейко»; 1929, Пеняки — 9 березня 1949, Пеняки) — розвідник УПА, освіта — 7 класів народної школи. Від 1946 року член Юнацтва ОУН. Восени 1947 року пішов у підпілля, працював у місцевому Самооборонному кущовому відділі. Загинув у березні 1949 року на хуторі Геленка в с. Пеняки під час боєзіткнення зі «стрибками»[63].
- Москалюк Йосиф (псевдо — «Сокіл»; 1918, Пеняки — 21 січня 1945, Підкамінь) — стрілець УПА, освіта — 3 класи народної школи. Член ОУН з 1942 року. Під час так званої сталінської мітли 18 січня 1945 року в бою зі «стрибками» був важко поранений. Важко пораненого, напів притомного вояка, забрав один селянин на підводу і вже по шляхові до місця лікування натрапили на блокпост «стрибків» і безпомічного друга «Сокола» забрала із собою до Підкаменя, де він за три дні помер[64].